# Zeche Freier Vogel
Die Zeche Freier Vogel ist ein ehemaliges Steinkohlenbergwerk in Wetter-Voßhöfen. Die Zeche war auch unter den Namen Zeche Freye Vogel, Zeche Freievogel oder Zeche Freie Vogel bekannt. Die Zeche Freier Vogel war das Nachbarbergwerk der Zeche Löwe.

## Geschichte

### Die Anfänge
Am 19. August des Jahres 1722 wurde ein Längenfeld verliehen, im Anschluss daran ging das Bergwerk in Betrieb. Abgebaut wurde mittels einer Akeldruft im Flöz Schieferbank. Allerdings wurde mit der Akeldruft nur eine geringe Bauhöhe erreicht, aus diesem Grund war man gezwungen, möglichst bald einen Stollen anzulegen. Im Jahr 1739 wurde ein Stollen von der Teimbecke ausgehend in Richtung Süden vorgetrieben. Der Stollen befand sich nördlich der heutigen Straße Am Lurke. In den Jahren 1754/1755 wurde der Stollen im Abbaufeld durchschlägig. In den Unterlagen des Bergamtes wurde Folgendes eingetragen: „Stolln wird erster Tag in die Banck durchschlägig werden“. Im Jahr 1756 war das Bergwerk nachweislich in Betrieb. Am 22. April des Jahres 1761 wurde das Längenfeld neu belehnt. Am Tag darauf wurde das Grubenfeld durch Johann Friedrich Heintzmann vermessen. Da das Grubenfeld eine Länge von 2600 Metern hatte und somit doppelt so groß war, wie gesetzlich zugelassen, kam es in Folge davon zu einer Klage von den Gewerken der Nachbarbergwerke. In den Jahren 1762, 1769 und 1775 war das Bergwerk in Betrieb. Im Jahr 1784 wurde ein Förderschacht geteuft, der Schacht hatte eine Endteufe von 40 Lachtern. Am 30. Juni desselben Jahres wurde das Bergwerk durch den Leiter des märkischen Bergreviers, den Freiherrn vom Stein, befahren. Die Zeche Freier Vogel war eines von 63 Bergwerken, welche vom Stein auf seiner Reise durch das märkische Bergrevier befuhr. Vom Stein machte in seinem Protokoll Angaben über den Zustand des Bergwerks. Insbesondere erwähnte er, dass das Bergwerk zurzeit keinen aktiven Förderschacht besaß und dass somit Teufarbeiten für den neuen Schacht zwingend erforderlich geworden waren.

### Der weitere Betrieb bis zur Vereinigung
Im Jahr 1787 wurde die Zeche in der Carte Speciale des mines du District de Wetter von Niemeyer aufgeführt. Der Stollen aus der Teimbecke wurde auf der Karte als Freier Vogel Stollen bezeichnet. Im Jahr 1798 endete der Rechtsstreit mit den Nachbarbergwerken. Der Gewerkschaft Freier Vogel wurden aufgrund des Urteils des Appelationsgerichtes die übermaßig vermessenen Feldesteile wieder entzogen. Im Jahr 1821 wurde das Grubenfeld durch einen Stollenquerschlag aus dem Feld Trappe gelöst. Im Jahr 1828 wurde für Versuchsarbeiten eine Vereinigung mit der Zeche Löwe eingegangen unter dem neuen Namen Zeche Löwe & Freier Vogel. Im darauffolgenden Jahr wurde die Vereinigung wieder aufgelöst. Am 12. März des Jahres 1838 wurde rückwirkend zum 1. Januar desselben Jahres ein strittiges Teilfeld zur Zeche Vereinigte Löwe zugeschlagen. Das noch verbleibende Restfeld der Zeche Freier Vogel wurde in Fristen gesetzt. Im Jahr 1857 wurde das Feld durch die Zeche St. Peter gelöst, auch die Förderung ging Untertage zur Zeche St. Peter. Am Ende des Jahres 1861 wurde die Zeche außer Betrieb und im Jahr 1863 wieder in Betrieb genommen. Nachdem die Zeche im Jahr 1865 in Betrieb war, wurde die Zeche Freier Vogel im Jahr 1870 stillgelegt. Im Jahr 1897 wurde die Berechtsame der Zeche Vereinigte Trappe zugeschlagen.